# Walter Pass
Walter Pass (* 22. Jänner 1942 in Feldkirch, Vorarlberg; † 7. März 2001 in Tullnerbach, Niederösterreich) war ein österreichischer Musikwissenschaftler.
Pass studierte an der Wiener Musikakademie Musikerziehung, Dirigieren, Klavier und Gesang (1960–1964). Ein Jahr später belegte er auch Musikwissenschaft an der Universität Wien und schloss sein Studium mit dem Dr. phil. ab. Am dortigen musikwissenschaftlichen Institut wurde er bereits 1964 Assistent, seine Habilitation erfolgte 1973.
Anschließend wurde ihm von 1974 bis 1977 ein Stipendium für Forschungen in Rom gewährt. Als Nachfolger von Franz Zagiba lehrte er seit 1981 ältere Musikgeschichte als ordentlicher Professor an der Wiener Universität.
Pass wurde am Hernalser Friedhof (Gruppe 24, Nummer 24) in Wien bestattet.

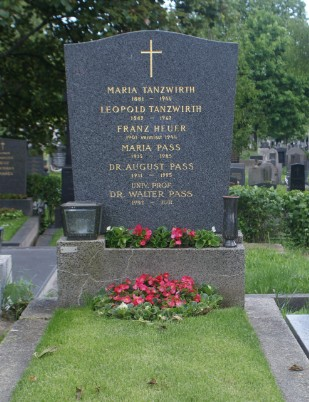
Grabstätte von Walter Pass